# Amanoa cupatensis
Amanoa cupatensis är en emblikaväxtart som beskrevs av Huber. Amanoa cupatensis ingår i släktet Amanoa och familjen emblikaväxter. Inga underarter finns listade i Catalogue of Life.